# إرنست ياكوبسون
إرنست ياكوبسون هو لاعب شطرنج سويدي، ولد في 31 يناير 1889 في ستوكهولم في السويد، وتوفي في 8 فبراير 1963.

## وصلات خارجية
- إرنست ياكوبسون على موقع مباريات الشطرنج (الإنجليزية)
- إرنست ياكوبسون على موقع 365Chess.com (الإنجليزية)
- إرنست ياكوبسون سجل أولمبياد الشطرنج على موقع OlimpBase.org (الإنجليزية)